# Naseobina Babanovci
Naseobina Babanovci (cyr. Насеобина Бабановци) – wieś w Bośni i Hercegowinie, w Republice Serbskiej, w gminie Prnjavor. W 2013 roku liczyła 673 mieszkańców.